# Obtrée
Obtrée is een gemeente in het Franse departement Côte-d'Or (regio Bourgogne-Franche-Comté) en telt 75 inwoners (2009). De plaats maakt deel uit van het arrondissement Montbard.

## Geografie
De oppervlakte van Obtrée bedraagt 5,3 km², de bevolkingsdichtheid is dus 13,8 inwoners per km².
De onderstaande kaart toont de ligging van Obtrée met de belangrijkste infrastructuur en aangrenzende gemeenten.

## Demografie
Onderstaande figuur toont het verloop van het inwonertal (bron: INSEE-tellingen).